# 유로 트럭 시뮬레이터 2
《유로 트럭 시뮬레이터 2》(Euro Truck Simulator 2)는 SCS 소프트웨어에서 개발한 차량 시뮬레이션 게임이다. 2012년 10월 19일에 처음 출시되었으며, 마이크로소프트 윈도우와 리눅스, macOS에서 구동된다. 2008년 게임 《유로 트럭 시뮬레이터》의 후속작으로 유로 트럭 시뮬레이터 시리즈의 두 번째 작품이다.
게임 속 배경은 유럽 대륙으로, 게이머는 물류회사 사장으로써 트레일러 트럭을 직접 몰아 유럽 각국 도시를 오가며 화물을 배달한다. 게임을 진행하면서 배달 수당과 경험치를 얻고, 트럭과 창고를 구매하여 운전자를 고용해 일을 시키는 등 사업확장에 나설 수 있다.

## 플레이

### 기본 방식
유로 트럭 시뮬레이터 2는 기본적으로는 트럭 운전 시뮬레이터 게임이면서도, 자신만의 물류회사를 차려 키워나가는 경영 게임이기도 하다. 게임을 처음 시작한 플레이어는 자신의 회사 프로필과 본부 위치를 정하게 된다. 이때 게임 내 유럽 맵에 표시된 여러 도시 중 딱 한 곳을 골라야 한다. 맨 처음부터 자신이 소유한 차량을 운전해 다니는 것은 불가능하며, 그대신 다른 회사에 일시 고용되어 배달을 진행하는 이른바 '빠른 배송' (Quick jobs)만 할 수 있다. 다만 이 경우 고용주 측에서 트럭은 물론 배달 과정에서 드는 경비 (연료비, 고속도로 통행료, 페리 이용료 등)은 보전해준다.
플레이어가 운임수당으로 돈을 저축하거나 은행 대출을 끌어다 쓰면 자신만의 트럭을 장만할 수 있다. 이때부터는 남의 회사에 고용되지 않고 자사 창고에 자기 트럭을 두고서 마음대로 돈을 벌러 다닐 수 있다. 그 뒤로 버는 돈으로는 기존 트럭을 업그레이드 및 튜닝하거나 새 트럭을 사고, NPC 운전사를 직원로 고용해 알아서 배달하도록 할 수 있다. 또 도시마다 있는 트럭 창고들을 하나씩 사들여 더 많은 트럭과 직원들을 들일 수 있다. 직원들이 배달을 수행하며 성장하면 더 많은 돈을 벌어들일 수 있고, 플레이어는 자신의 사업영역을 전 유럽 대륙으로 확장해나가게 된다.
계속해서 돈을 모으고 적정 레벨에 도달한다면 트레일러를 구매할 수 있으며, 트럭과 마찬가지로 기호에 맞게 설정할 수 있다. 자신이 소유한 트레일러를 끌게 되면, 기존의 각 기업 화물창고에서 미리 적재된 트레일러가 아닌 화물 자체를 받아 싣고서 운반할 수 있게 된다. 또 트럭과 마찬가지로 회사 직원에게 끌고 다니게 하여 더 많은 수익을 올릴 수 있다.
한편 배달을 마칠 때마다 경험치를 얻게 된다. 이 경험치가 쌓이면 레벨이 오르는데, 레벨 단계가 오를 때마다 스킬포인트가 부여된다. 스킬포인트로는 플레이어의 능력 스탯을 찍을 수 있는데, 이를 통해 이전에는 불가능했던 새로운 유형의 일감이 풀리게 된다. 각 유형으로는 ADR (위험물) 등급 화물, 장거리 배달, 높은 값의 화물, 깨지기 쉬운 화물, 정시배송 등 총 6가지가 있다. 이렇게 스탯을 하나씩 찍다 보면 결과적으로 더 높은 수당의 화물을 운반할 수 있게 된다.

### 맵과 차량
유로트럭 2에서 구현된 유럽 대륙 맵은 총 12개 국가, 71개 도시 규모이다. 이들 도시마다 존재하는 각 화물창고는 가상 속 기업 15곳에서 각각 운영하고 있으며, 총 스무가지가 넘는 종류의 화물들을 실을 수 있다. 여기에 다섯가지 맵 확장 DLC를 통해 다른 국가와 도시를 거닐 수 있으며, 기업과 화물 종류 역시 더욱 늘릴 수 있다.
게임에서 기본적으로 제공되는 국가와 도시는 다음과 같다. (DLC는 아래 항목 참고)
- 독일 - 베를린, 브레멘, 도르트문트, 드레스덴, 뒤스부르크, 뒤셀도르프, 에르푸르트, 프랑크푸르트암마인, 함부르크, 하노버, 카셀, 킬, 쾰른, 라이프치히, 마그데부르크, 만하임, 뮌헨, 뉘른베르크, 오스나브뤼크, 로스토크, 슈투트가르트, 트라베뮌데
- 네덜란드 - 암스테르담, 흐로닝언, 로테르담, 에이마위던, 외로포르트
- 벨기에 - 브뤼셀, 리에주
- 프랑스 - 칼레, 디종, 릴, 리옹, 메츠, 파리, 랭스, 스트라스부르
- 영국 - 애버딘, 버밍엄, 케임브리지, 칼라일, 카디프, 도버, 에딘버러, 펠릭스토우, 글래스고, 그림즈비, 하리치, 헐, 리버풀, 런던, 맨체스터, 뉴캐슬어폰타인, 플리머스, 셰필드, 사우스햄튼, 스완지
- 스위스 - 베른, 제네바, 취리히
- 이탈리아 - 밀라노, 토리노, 베네치아, 베로나
- 오스트리아 - 그라츠, 인스부르크, 클라겐푸르트, 린츠, 잘츠부르크, 빈
- 폴란드 - 포즈난, 바르샤바, 슈체친, 브로츠와프
- 체코 - 프라하, 브르노
- 슬로바키아 - 브라티슬라바
- 룩셈부르크 - 룩셈부르크

트럭 브랜드의 경우, 발매 당시에는 전작인 <저먼 트럭 시뮬레이터>에 있던 MAN사 외에 스카니아와 르노가 새로 추가되었다. 그밖에 DAF, 이베코, 메르세데스 벤츠, 볼보 차량도 포함됐지만 공식 라이선스 허가를 받지 못해 각각 'DAV', '이베도', '마제스틱', '발리안트'란 가명을 썼다. 이후 업데이트를 통해 DAF XF, 볼보 FH, 이베코 스트라리스 메르세데스 벤츠 악트로스가 추가되었다. 가장 최근에는 2019년 2월 8일 MAN TGX 유로6 브랜드가 추가되었다.
한편으로 게임 내 차량에서는 실제처럼 라디오 기능이 존재하여, MP3와 OGG 음악 파일을 담고 재생하거나 인터넷 라디오 방송을 청취할 수 있다.

## 개발 과정
유로트럭 시뮬레이터 2는 첫 발매 당시 마이크로소프트 윈도우용으로만 개발되었으며, 개발사 SCS 공식 홈페이지에서 구매하여 다운로드할 수 있었다. 이후 2013년 1월 스팀 상점에도 등록되어 구매할 수 있게 되었다.
2013년 3월 개발사측은 윈도 외 다른 운영체제로도 플레이할 수 있도록 할 것이며, 맥OS용 버전을 개발중이라는 공지를 올렸다. 그로부터 한달 뒤에는 스팀에 리눅스 베타버전이 등록되었다. 맥OS 버전 출시일이 해를 넘겨 늦어지자 사측은 2014년 2월 "여러분들의 바람보다 더 오래 걸리고 있다"면서도 "열심히 작업중이니 걱정하지 말라"고 공지했다. 마침내 그해 12월 19일 사측은 OS X 베타버전 개발을 완료해 스팀에 출시한다고 밝혔다. 2015년 1월 21일에는 윈도 64비트 버전이 발매되어 메모리 용량을 늘릴 수 있게 되었다.

## DLC

### 맵 확장팩
유로트럭 시뮬레이터 2는 기본으로 제공되는 맵을 넓힐 수 있는 확장팩 DLC가 있다. 다음은 개발사측에서 출시한 맵 확장팩 DLC 목록이다.
| 이름                                 | 출시일           | 설명 |
| ------------------------------------ | ---------------- | --- |
| Going East 고잉 이스트               | 2013년 9월 20일  | 2013년 1월 개발사에서 처음으로 발표한 맵 확장 DLC로, 동유럽 지역을 추가하는 DLC이다. 폴란드, 슬로바키아, 체코, 헝가리 전역을 포괄하며 13개의 도시가 추가된다. 2013년 9월 20일에 처음 출시되었다. 2015년 7월에는 1.19버전 업데이트와 동시에 헝가리 도시 두 곳 (페치, 세게드)과 오스트리아-헝가리 도로 몇 가지가 추가되었다.                                 |
| Scandinavia 스칸디나비아             | 2015년 5월 7일   | 2015년 5월 출시된 두번째 DLC로, 스칸디나비아 국가에 해당되는 덴마크, 노르웨이, 스웨덴이 추가된다. 맵 확장 외에도 가축 수송 트레일러와 트럭 수송 트레일러의 두가지 트레일러가 추가됐다. 트럭 트레일러의 경우 스웨덴의 예테보리와 쇠데르텔리에에서 각각 볼보 트럭과 스카니아 본사에서 받을 수 있다.                                                          |
| Vive la France! 프랑스 만세          | 2016년 12월 5일  | 2016년 초에 발표된 세번째 DLC로, 프랑스 북서부만 포괄했던 기존 맵에서 나아가 프랑스 전역으로 확장된다. 총길이 20,000km에 달하는 도로, 유명한 랜드마크, 더욱 리얼해진 초목, 고난이도 화물, 공항과 원자력 발전소 등의 새로운 배송지, 새로운 기업 등이 추가되었다. 2016년 12월 5일에 정식 출시되었으며 2019년 12월 3일 1.36 업데이트로 코르시카가 추가되었다. |
| Italia 이탈리아                      | 2017년 12월 5일  | 2017년 8월 발표된 네번째 확장팩으로, 이탈리아 북부만 포괄하던 기본맵에서 남쪽으로 나아가 이탈리아 중남부와 시칠리아까지 구현하였다. 이탈리아 DLC 출시와 동시에 기본맵에 있던 북부 도시 네 곳도 새롭게 리뉴얼됐다. 2019년 7월 5일 1.35 업데이트로 사르데냐가 확장되었다.                                                                                    |
| Beyond The Baltic Sea 발트해 너머    | 2018년 11월 29일 | 2018년 3월 2일에 발표된 다섯번째 DLC로, 발트 3국과 핀란드 남부, 러시아의 칼리닌그라드와 상트페테르부르크 일대가 추가되었다. 러시아가 솅겐 조약 국가가 아닌 점을 반영해 러시아로 향하는 도로에는 국경검문소가 구현되었다. 2018년 11월 29일에 발매되었다. |
| Road To The Black Sea 흑해로 가는 길 | 2019년 12월 6일  | 2019년 12월 6일에 발표된 여섯번째 DLC로, 루마니아, 불가리아, 터키령 동트라키아 일대가 추가되었다. Going East DLC가 없다면 해당 맵을 육로로 갈 방법은 없다. |
| Iberia 이베리아                      | 2021년 4월       | 2020년 12월에 발표가 예정될 일곱번째 DLC로, 이베리아반도의 스페인, 포르투갈이 추가될 예정이다. Vive la France DLC가 없다면 해당 맵을 육로로 갈 방법은 없다. |
| Heart of Russia 러시아의 심장        | 미정             | 2021년 3월에 발표가 예정될 여덟번째 DLC로, 러시아 서부 지역이 추가될 예정이다. 이 또한 역시 Beyond the Baltic Sea DLC가 없다면 해당 맵을 육로로 갈 방법은 없다. |

## 평가
| 평가 |        |
| --- | ------ |
| 통합 점수 통합사 점수 메타크리틱 79/100 [ 21 ] 평론 점수 평론사 점수 디스트럭토이드 8.5/10 [ 22 ] PC 게이머 (US) 85/100 [ 23 ] |        |
| 통합 점수 |        |
| 통합사 | 점수   |
| 메타크리틱 | 79/100 |
| 평론 점수 |        |
| 평론사 | 점수   |
| 디스트럭토이드 | 8.5/10 |
| PC 게이머 (US) | 85/100 |

## 같이 보기
- 유로 트럭 시뮬레이터